# Муравьёвское сельское поселение (Архангельская область)
Муравьёвское сельское поселение или муниципальное образование «Муравьёвское» — муниципальное образование  со статусом сельского поселения в Вельском муниципальном районе Архангельской области. 
Соответствует административно-территориальной единице в Вельском районе — Муравьёвский сельсовет.
Административный центр — деревня Вороновская. Крупнейшие населённые пункты — Горка Муравьёвская и Лукинская.

## География
Муравьёвское сельское поселение располагается в центре Вельского района. Преобладающий рельеф — равнина, на северо-востоке — холмистая равнина, сформированная ледниковыми отложениями. В основном населённые пункты муниципального образования расположены на левом берегу реки Вель и Вага, только поселение Раменье, состоящее из деревень: Першинская, Данилковская и Фёдоровская, расположены на 20-22 км севернее административного центра и стоят на левом берегу Большой Чурги. Крупных озёр на территории муниципального образования нет.
Граничит:
- на юго-западе с муниципальным образованием «Усть-Вельское»
- на западе с муниципальным образованием «Шадреньгское»
- на севере с муниципальным образованием «Пакшеньгское»
- на востоке с муниципальным образованием «Судромское»
- на юго-востоке с муниципальным образованием «Аргуновское»
- на юге с муниципальным образованием «Вельское»

На северо-востоке муниципального образования расположен Важский заказник - особо охраняемая природная территория.

## История
Муравьёвский сельский совет был образован в результате разделения Усть-Вельского сельсовета 25 ноября 1986 года. В ноябре 1992 года из состава Муравьёвского сельсовета вышел Аргуновский сельсовет.
Муниципальное образование было образовано в 2006 году.

## Население
| 2005  | 2010  | 2011  | 2012  | 2013  | 2014  | 2015  | 2016  | 2017  |
| ----- | ----- | ----- | ----- | ----- | ----- | ----- | ----- | ----- |
| 3234  | ↗4404 | ↘4389 | ↗4430 | ↗4468 | ↗4522 | ↘4491 | ↘4438 | ↘4394 |
| 2018  | 2019  | 2020  | 2021  | 2023  |       |       |       |       |
| ↗4423 | ↗4459 | ↗4488 | ↘3876 | ↗3915 |       |       |       |       |

## Состав сельского поселения
| № | Населённый пункт   | Тип населённого пункта          | Население |
| - | ------------------ | ------------------------------- | --------- |
| 1 | Вороновская        | деревня, административный центр | ↗484      |
| 2 | Горка Муравьёвская | деревня                         | ↗1553     |
| 3 | Данилковская       | деревня                         | →0        |
| 4 | Лукинская          | деревня                         | ↗1062     |
| 5 | Першинская         | деревня                         | ↘14       |
| 6 | Петуховская        | деревня                         | ↘178      |
| 7 | Пустыньга          | посёлок                         | ↗54       |
| 8 | Фёдоровская        | деревня                         | ↗2        |
| 9 | Филяевская         | деревня                         | ↗145      |

## Инфраструктура
Через большую часть поселений проходит федеральная автодорога М8 «Холмогоры». Также на территории муниципального образования находятся участки региональных дорог Вельск — Ефремковская и Вельск — Комсомольский.
Ближайшая железнодорожная станции в городе Вельск в 3 километрах от административного центра.

## Объекты культурного наследия
- стоянка «Пустыньга» — Памятник археологии, 800 метров от посёлка Пустыньга, на левом берегу реки Вага.
- Вороновская роща — Памятник природы[3].